# 浮田秀涼
浮田 秀涼（うきた ひですけ、天明2年（1782年） - 天保3年12月1日（1833年1月21日））は、江戸時代後期の人物。八丈島に配流となった宇喜多一族。通称は、丈大夫、半平。父は浮田継繁。子に浮田秀典、タヨ（喜田儀三郎の妻）、ミヲ（浮田継三の妻）。弟に浮田順吉。

## 生涯
浮田半平家の後見、浮田茂吉継繁の子として生まれる。
寛政5年（1793年）、父・継繁は、祖父である浮田次郎吉家の当主浮田継成よりも先んじて死去。
翌寛政6年（1794年）、弟・順吉と共に、父が後見となった浮田半平家の当主浮田秀音の養子となる。
文政1年（1804年）、養父・秀音の死去により家督を継ぐ。
天保3年12月1日（1833年1月21日）に死去（戒名、法含涼詣信士）。